# Pseudotanais guassi
Pseudotanais guassi är en kräftdjursart som beskrevs av Vanhoeffen 1914. Pseudotanais guassi ingår i släktet Pseudotanais och familjen Pseudotanaidae. Inga underarter finns listade i Catalogue of Life.